# Црвена газела
Црвена газела (лат. Eudorcas rufina) је врста сисара из реда папкара (Artiodactyla) и породице шупљорожаца (Bovidae). 

## Распрострањење
Ареал врсте је ограничен на једну државу, Алжир.

## Станиште
Станиште врсте су шуме. 

## Угроженост
Подаци о распрострањености ове врсте су недовољни.